# Luis Mora
Luis Mora Insua (21 de diciembre de 1959) es un exfutbolista peruano que se desempeñaba como delantero. Formado en las menores del Atlético Grau de su natal Piura, se caracterizaba por su gran empuje y carácter, así como su cuota goleadora, como lo demostró en la temporada 1988 del torneo peruano.

## Trayectoria
Sus inicios los hizo en el Liz Dent FC. de la Liga de Miraflores en 1976, junto al arquero Humberto Valdettaro, luego en Atlético Grau de su natal Piura en 1980, cuando el equipo albo disputaba la Copa Perú, lo hizo hasta 1981. En 1982 es contratado por U.T.C., equipo que había ascendido a la primera profesional el año anterior.
En 1983 llega al Sporting Cristal donde obtiene su primer título, juega en el cuadro del Rímac hasta 1984, anotando en la Copa Libertadores de ese año.
En 1985 pasa a Deportivo Municipal, al siguiente año regresó a Atlético Grau. En 1987 juega en el Octavio Espinosa por dos temporadas, es en 1988 donde se consagra goleador del torneo, eso fue motivo para ser contratado por Deportivo Cuenca de Ecuador en 1989.
Sus últimos años los hizo en el Atlético Grau, donde se retiró en 1993.

## Clubes
| Club                | País    | Año         |
| ------------------- | ------- | ----------- |
| Atlético Grau       | Perú    | 1980 - 1981 |
| U.T.C.              | Perú    | 1982        |
| Sporting Cristal    | Perú    | 1983 - 1984 |
| Deportivo Municipal | Perú    | 1985        |
| Atlético Grau       | Perú    | 1986        |
| Octavio Espinosa    | Perú    | 1987 - 1988 |
| Deportivo Cuenca    | Ecuador | 1989        |
| Atlético Grau       | Perú    | 1990 - 1993 |

## Palmarés

### Campeonatos nacionales
| Título                    | Club             | País | Año  |
| ------------------------- | ---------------- | ---- | ---- |
| Primera División del Perú | Sporting Cristal | Perú | 1983 |